# Kart's
Kart Food Industries Sdn Bhd (tên thương mại Kart's) là một công ty cung cấp thực phẩm đông lạnh được chứng nhận halal của Malaysia được thành lập từ năm 1988, chuyên về thực phẩm của các nền văn hóa Malaysia và các món ăn phương Tây. Công ty khởi đầu là một ngành công nghiệp nhỏ tại nhà và hiện đã mở rộng ra toàn cầu. Đây là một trong những công ty thức ăn nhẹ ướp lạnh và đông lạnh lớn nhất Malaysia.

## Sản phẩm
Các sản phẩm đa dạng của Kart được chế biến và đóng gói tại hai trung tâm sản xuất ở Shah Alam, Selangor và Kota Bharu, Kelantan. Các sản phẩm thực phẩm đông lạnh này bao gồm roti canai, roti prata, bánh bao, bánh pizza, bánh vòng, murtabak, thức ăn chiên giòn và bánh hấp.